# 盧帕索韋
51°53′0″N 32°22′32″E / 51.88333°N 32.37556°E
盧帕索韋（烏克蘭語：Лупасове），是烏克蘭北部的村莊，隸屬切爾尼希夫州的科留基夫卡區。該村始建於1650年，面積0.88平方公里，海拔高度152米，2001年人口109，人口密度每平方公里123.9人。